# Larry Doyle
Larry Doyle (* 13. listopadu 1958 Camden, New Jersey, USA) je americký spisovatel, televizní scenárista a producent.

## Kariéra
Larry Doyle začínal v letech 1989–1991 jako redaktor v chicagské redakci First Comics. Pro televizi začal psát v letech 1993–1994 epizody Lumpíků, poté pracoval v letech 1994–1997 na seriálu Beavis a Butt-head. Následně se stal scenáristou a producentem 9.–12. řady seriálu Simpsonovi. Mezi další Doylovy televizní scenáristické počiny patří epizoda seriálu Daria či dva díly animovaného seriálu Liquid Television.
Doyle je autorém scénářů k filmům Baba na zabití a Looney Tunes: Zpět v akci. Produkoval také několik krátkých filmů Looney Tunes, které byly dokončeny v roce 2003. Je častým přispěvatelem časopisu The New Yorker a má také sloupky v časopisech Esquire, New York Magazine a New York Observer.
Doylův první román I Love You, Beth Cooper vyšel v květnu 2007. Děj se odehrává během maturitního večera na střední škole Buffalo Grove, Doylově alma mater. Tento román získal v roce 2008 Thurberovu cenu pro humoristy. Doyle napsal rovněž scénář k filmu podle svého románu, který byl uveden do kin v roce 2009. V roce 2009 byla také znovu vydána kniha I Love You, Beth Cooper v rozšířeném vydání. Jeho druhý román, Go Mutants!, vyšel v roce 2010. Na něj získala ve stejném roce filmová práva společnost Imagine Entertainment/Universal Studios a scénář k němu napsal opět Doyle. V roce 2011 vyšla sbírka humoristických textů Deliriously Happy (and Other Bad Thoughts) z časopisu The New Yorker a dalších.
Larry Doyle je držitelem dvou cen Emmy za roky 2000 a 2001 za vynikající animovaný pořad kratší než jedna hodina za práci na seriálu Simpsonovi.

## Výběr bibliografie

### Mluvené slovo
- Life Without Leann na rozhlasové stanici This American Life

### Romány a sbírka beletrie
- I Love You, Beth Cooper (květen 2007) ISBN 0-06-123617-9
- Go Mutants! (červen 2010) ISBN 0-06-168655-7
- Deliriously Happy (and Other Bad Thoughts) (listopad 2011) ISBN 0-06-196683-5

### Magazíny
- United Press International, lékařský a vědecký zpravodaj (1983–1989)
- First Comics, šéfredaktor (1989)
- National Lampoon, editor (1991)
- Spy Magazine, zástupce šéfredaktora (1992–1993)
- New York Observer (1993–1994)
- New York Magazine, zástupce šéfredaktora (1994–1997)

## Scenáristická filmografie

### Filmy
- Baba na zabití (2003)
- Looney Tunes: Zpět v akci (2003)
- Miluji tě, Beth Cooperová (2009)
- Go Mutants! (připravovaný film)

### Seriály

#### DílyInstant Mom
- Rock Mom
- Ain't Misbehavin' or Else
- Walk Like a Boy

#### DílySimpsonových
9. řada
- Bart – televizní šoumen

10. řada
- Speciální čarodějnický díl (část Strašliví animáci)
- Bart se nevzdává
- Simpsonovské biblické příběhy (s Timem Longem a Mattem Selmanem)

11. řada
- Plastický Vočko
- Šílená a ještě šílenější Marge

12. řada
- Náhlá srdeční příhoda

#### DílyBeavise a Butt-heada
- Choke
- Nosebleed
- Bad Dog
- Butt Flambé
- Stewart is Missing
- A Very Special Episode
- Final Judgement of Beavis
- Liar! Liar!
- Safe Driving
- Beavis and Butt-Head Do America (konzultant)

#### DílyLumpíků
- Circus Angelicus
- Naked Tommy

#### DílyDarii
- Too Cute